# Damián González
Damián González González (Montevideo, Uruguay, 5 de enero de 1993) es un futbolista uruguayo que juega como centrocampista en Deportes Temuco de la Primera B de Chile.

## Trayectoria
Se formó en las inferiores de Bella Vista, debutando profesionalmente el 26 de agosto de 2012, ingresando en el minuto 90 en la victoria de su equipo ante Racing Club de Montevideo, en partido válido por la Primera División de Uruguay.
En enero de 2013, fue transferido al Montevideo Wanderers de la Primera División uruguaya. Estuvo cedido en Progreso y Canadian S. C.. En 2016, pasó a formar parte de las filas de Rentistas.
En agosto de 2017, es anunciado como nuevo jugador del Juventud Las Piedras.
Luego de un paso por Cerrito, en junio de 2022 tiene su primera experiencia en el extranjero, siendo anunciado como nuevo jugador de Universidad de Concepción de la Primera B de Chile. Luego de anunciarse en octubre de 2023 que no renovaría su contrato con el conjunto del campanil, el 18 de diciembre de 2023 es anunciado como nuevo jugador de Deportes Temuco de la Primera B.

## Clubes
| Club                      | País    | Año       |
| ------------------------- | ------- | --------- |
| Bella Vista               | Uruguay | 2012      |
| Montevideo Wanderers      | Uruguay | 2013-2016 |
| → Progreso (cedido)       | Uruguay | 2014      |
| → Canadian S. C. (cedido) | Uruguay | 2015      |
| Rentistas                 | Uruguay | 2016-2017 |
| Juventud Las Piedras      | Uruguay | 2017-2020 |
| Cerrito                   | Uruguay | 2021-2022 |
| Universidad de Concepción | Chile   | 2022-2023 |
| Deportes Temuco           | Chile   | 2024-Act. |